# Qabo
Qabo is een dorp in het district Ghanzi in Botswana. De plaats telt 762 inwoners (2011).